# Алея (приток Сивы)
Алея — река в России, протекает в Сивинском районе Пермского края. Устье реки находится в 53 км по левому берегу реки Сива. Длина реки составляет 12 км. 
Исток реки на Верхнекамской возвышенности в 7 км северо-восточнее села Екатерининское. Река течёт на юг, в верховьях протекает деревню Котоминка. Впадает в Сиву ниже деревни Томарово недалеко от устья Малой Сивы.

## Данные водного реестра
По данным государственного водного реестра России относится к Камскому бассейновому округу, водохозяйственный участок реки — Кама от города Березники до Камского гидроузла, без реки Косьва (от истока до Широковского гидроузла), Чусовая и Сылва, речной подбассейн реки — бассейны притоков Камы до впадения Белой. Речной бассейн реки — Кама.
По данным геоинформационной системы водохозяйственного районирования территории РФ, подготовленной Федеральным агентством водных ресурсов:
- Код водного объекта в государственном водном реестре — 10010100912111100009363
- Код по гидрологической изученности (ГИ) — 111100936
- Код бассейна — 10.01.01.009
- Номер тома по ГИ — 11
- Выпуск по ГИ — 1